# قرار مجلس الأمن التابع للأمم المتحدة رقم 1825
قرار مجلس الأمن التابع للأمم المتحدة رقم 1825 المتخذ بالإجماع في 23 يوليو 2008.

## القرار
مع أن بعثة الأمم المتحدة في نيبال قد أنجزت بالفعل بعض عناصر ولايتها بعد انتخابات الجمعية التأسيسية الناجحة، قرر مجلس الأمن هذا الصباح تمديد العملية لمدة ستة أشهر لاستكمال رصدها وإدارة الأسلحة والأفراد المسلحين، تماشيا مع اتفاق 25 يونيو بين الأحزاب السياسية في البلاد.
بناءً على طلب من حكومة نيبال وتوصيات الأمين العام، التي نوقشت في جلسة مفتوحة يوم الجمعة، اتخذ المجلس بالإجماع القرار 1825 (2008)، الذي دعا بموجبه جميع الأطراف الاستفادة الكاملة من خبرة واستعداد البعثة السياسية الخاصة في نيبال لدعم عملية السلام وتسهيل استكمال الجوانب المعلقة من ولايتها.
واتفق المجلس مع الأمين العام على أن ترتيبات الرصد الحالية لا ينبغي أن تكون ضرورية لفترة أخرى كبيرة، وأيد توصياته بشأن التخفيض التدريجي للبعثة وانسحابها.
وبموجب أحكام أخرى من القرار، دعا المجلس حكومة نيبال إلى مواصلة تهيئة الظروف المؤاتية لإنجاز أنشطة البعثة، ودعا جميع الأطراف إلى العمل معا بروح توافق الآراء من أجل مواصلة الانتقال إلى مستقبل سلمي وديمقراطي ومزدهر.

## روابط خارجية
- </img>
- نص القرار في undocs.org